# Kobiety Przeciw Przemocy
Kobiety Przeciw Przemocy (hebr. המוסד האקדמי נצרת; ang. Woman Against Violence, WAVO) – stowarzyszenie feministyczne założone w 1992 roku w Nazarecie, na północy Izraela. Celem działalności jest walka z przemocą wobec kobiet w arabskiej społeczności Izraela.

## Historia
Stowarzyszenie Kobiety Przeciw Przemocy zostało założone w 1992 roku w Nazarecie. Jego założycielem była Aida Touma Sulejman, ściśle związana z lewicowym frontem politycznym Hadasz, którego członkami w większości są Arabowie. W 1995 roku stowarzyszenie otrzymało Nagrodę Praw Człowieka im. Emila Grunzweiga, przyznawaną corocznie w Izraelu przez Stowarzyszenie Praw Obywatelskich.

## Cel działalności
Celem działalności stowarzyszenia jest walka z przemocą wobec kobiet w arabskiej społeczności Izraela. Szczególnym elementem działalności jest udzielanie pomocy ofiarom napaści seksualnej. Przez lata stowarzyszenie rozszerzyło swoją działalność w celu promowania praw kobiet w życiu publicznym, wspierając zatrudnienie absolwentek wyższych uczelni oraz podnosząc świadomość prawa pracy wśród arabskich kobiet. Jest to najważniejsza feministyczna organizacja izraelskich Arabów.